# آیوبنگوان
آیوبنگوان (انگلیسی: Iobenguane) داروی آنالوگ نوراپی‌نفرین است که معمولاً به عنوان یک رادیودارو از آن استفاده می‌شود و به عنوان یک عامل مسدودکننده برای نورون‌های آدرنرژیک عمل می‌کند. هنگامی که نشاندار می‌شود، می‌تواند در تکنیک‌های تشخیصی و درمانی پزشکی هسته‌ای و همچنین در درمان‌های شیمی‌درمانی تومورهای نورواندوکرین مورد استفاده واقع شود.
این دارو در بافت آدرنرژیک تجمع می‌یابد و بنابراین می‌تواند برای شناسایی محل تومورهایی مانند فئوکروموسیتوما، پاراگانگلیوما و نوروبلاستوما استفاده شود. آیوبنگوان به همراه ید-۱۳۱ می‌تواند برای درمان سلول‌های توموری که نوراپی‌نفرین را جذب و متابولیزه می‌کنند نیز استفاده کرد.
عوارض جانبی این دارو نادر است اما ممکن است باعث تپش قلب، رنگ‌پریدگی، استفراغ و درد شکمی شود.